# Principato di Castelvetrano
Il Principato di Castelvetrano fu uno stato feudale esistito in Sicilia tra la seconda metà del XVI secolo e gli inizi del XIX secolo, che corrispondeva al territorio dell'odierno comune di Castelvetrano, in provincia di Trapani.

## Storia
Castelvetrano, città baronale con il mero e misto imperio del Vallo di Mazara, ebbe come primo signore Tommaso Lentini; questi, perso il favore del re Federico III di Sicilia, ebbe i suoi beni  confiscati . Il sovrano aragonese donò il feudo a Bartolomeo Tagliavia, cameriere della Regina Eleonora, con diploma dato a Polizzi il 18 gennaio 1299.
I Tagliavia furono feudatari di Castelvetrano fino al XVII secolo; la città fu elevata dapprima al rango di contea con Giovan Vincenzo Tagliavia (1491–1538), investito del titolo di I° conte di Castelvetrano con rescritto dell'imperatore Carlo V d'Asburgo del 2 marzo 1522, esecutoriato il 3 settembre dell'anno medesimo, e successivamente a Principato con l'investitura di Carlo d'Aragona Tagliavia (1522-1599) a I° principe di Castelvetrano il 24 aprile 1564 da parte di Filippo II di Spagna (esecutoriata il 14 ottobre dell'anno medesimo.) Il Principato di Castelvetrano passò ai Pignatelli attraverso il matrimonio tra Giovanna d'Aragona Tagliavia Cortès (1612-1692), V principessa di Castelvetrano ed ultima discendente della famiglia, ed Ettore Pignatelli dei principi di Noja e duchi di Terranova, avvenuto nel 1639.
Ultimo principe-feudatario fu Diego Pignatelli d'Aragona Piccolomini (1774-1818), X principe di Castelvetrano, il quale ebbe il secondo dei 124 seggi ereditari alla Camera dei pari del Regno di Sicilia, nel 1812-16. 
Il titolo di Principe di Castelvetrano e gli altri titoli ad esso collegati, venne riconosciuto dal Regno d'Italia con decreto ministeriale del 16 agosto 1906 a Giuseppe Pignatelli d'Aragona Fardella, XIV principe di Castelvetrano.

## Cronotassi dei Principi di Castelvetrano

### Epoca feudale
- Carlo d'Aragona Tagliavia (1564-1593)
- Carlo d'Aragona Tagliavia Marinis (1593-1605)
- Giovanni d'Aragona Tagliavia Pignatelli (1606-1623)
- Diego d'Aragona Tagliavia Pignatelli (1624-1653)
- Giovanna d'Aragona Tagliavia Cortès (1653-1692)
- Giovanna Pignatelli d'Aragona Pimentel (1695-1723)
- Diego Pignatelli d'Aragona Pignatelli (1724-1750)
- Fabrizio Pignatelli d'Aragona Pignatelli (1751-1765)
- Ettore Pignatelli d'Aragona Medici (1766-1800)
- Diego Pignatelli d'Aragona Piccolomini (1801-1812)

### Epoca post-feudale
- Diego Pignatelli d'Aragona Piccolomini (1812-1818)
- Giuseppe Pignatelli d'Aragona Caracciolo (1819-1859)
- Diego Pignatelli d'Aragona Lucchesi Palli (1859-1880)
- Antonio Pignatelli d'Aragona Lucchesi Palli (1880-1881)
- Giuseppe Pignatelli d'Aragona Fardella (1881-1938)
- Antonio Pignatelli d'Aragona de la Gándara (1938-1946)